# Peire de Ladils
Peire de Ladils de Bazas (Bazas, ... – ...; fl. 1325 ca.-1355) è stato un trovatore guascone associato al Consistori del Gay Saber a Tolosa, oltre che avvocato per la Cattedrale di San Giovanni Battista a Bazas.

## Opera
I suoi componimenti sopravvissuti comprendono quattro  cansos, tre dansas e due partimens. 
Nel 1340 compone un partimen politico con Raimon de Cornet. Egli, e presumibilmente anche Raimon, era apparentemente molto letto nella letteratura romantica del tempo. Il suo partimen diretto a Raimon contiene riferimenti a Carlomagno, Rolando, Jaufre, Lancillotto, Gawain e Matfre Ermengaud:

### Componimenti[1]
- ... / Verays Dieus ses tot si (poesia religiosa, preghiera)

#### Cansos
- Amors, tostemps auzi dire
- Aras l'ivern que s'alongan las nuegz
- Ay gentils cors, miralhs de grans beutatz
- El mes de junh que chanta la tortera

#### Dansas
- Dins en mon cor ay tal glas
- No say que·m diga ni·m fassa
- Per gran amistansa

#### Partimenotensos
- Frayre Ramons de Cornet, per amor (con Raimon de Cornet)
- Mossen Ramon de Cornet, si·us agensa (con Raimon de Cornet)